# سافلوريت
سافلوريت هو معدن من معادن الزرنيخيد للكوبالت وللحديد يكون التركيب الكيميائي لوحدته البلورية على الشكل Co,Fe)As2).
يوجد المعدن على شكل بلورات كتلية أو موشورية إلى شعاعية ذات نظام بلوري معيني قائم، ويتراوح لونها بين الأبيض والفضي والذي يبهت إلى الرمادي.
وصف المعدن أول مرة سنة 1817 من الجيولوجي الألماني أبراهام فيرنر، ثم أطلق عليه آوغست برايتهاوبت على هذا الاسم اشتقاقاً من لون زافير Zaffre الأزرق الذي كان يحضر من مركبات الكوبالت.